# M45 (ракета)
М45 (англ. MSBS M45) — французская твердотопливная трехступенчатая баллистическая ракета для вооружения стратегических подводных лодок. Оснащается разделяющейся головной частью с блоками индивидуального наведения. Является глубокой модернизацией ракеты М4. Может нести от одного до шести боевых блоков TN-75 с ядерным боезарядом мощностью 100 кТ. Принята на вооружение в октябре 1996 года. Носителями ракет М45 являются 3 ракетоносца типа «Триумфан». Этой ракетой была оснащена и последняя, остававшаяся на вооружении до 2008 года, ПЛАРБ типа «Редутабль» — «Le Inflexible». По планам к 2015 все ракеты М45 на ракетоносцах должны быть заменены на разрабатываемую ракету М51.

## Описание
Первая ступень выполнена из стали, вторая из стеклопластика методом намотки, третья из кевлара. ГЧ содержит облегченные высокоскоростные малозаметные ББ индивидуального наведения, с повышенной стойкостью к поражающим факторам ядерного взрыва (ПФЯВ).

## Тактико-технические характеристики
| Характеристика         | M-45             |
| ---------------------- | ---------------- |
| Принятие на вооружение | октябрь 1996     |
| стартовый вес, тонн    | 35               |
| длина, м               | 11,05            |
| диаметр, м             | 1,93 м           |
| дальность стрельбы, км | 6000             |
| КВО, м                 | 350              |
| оснащение              | 6 TN-75 (100 кТ) |
| управление             | ИНС              |